# Kanton Savigné-l'Évêque
 Savigné-l'Évêque is een kanton van het Franse departement Sarthe. Het kanton maakt deel uit van het arrondissement Le Mans. In 2020 telde het 23.838 inwoners.
Het kanton werd gevormd ingevolge het decreet van 24 februari 2014, met uitwerking op 22 maart 2015, met Savigné-l'Évêque als hoofdplaats.

## Gemeenten
Het kanton omvat deze 15 gemeenten:
- Ardenay-sur-Mérize
- Le Breil-sur-Mérize
- Connerré
- Fatines
- Lombron
- Nuillé-le-Jalais
- Montfort-le-Gesnois
- Saint-Célerin
- Saint-Corneille
- Saint-Mars-la-Brière
- Savigné-l'Évêque
- Sillé-le-Philippe
- Soulitré
- Surfonds
- Torcé-en-Vallée